# Голосний Максим Ігорович
Голосний Максим Ігорович (нар. 4 жовтня 1981, м.Дніпродзержинськ, Дніпропетровська область) — український політик, громадський діяч. Автор відомого політичного плаката «Про бабусю і кота»

## Біографія
Голосний Максим Ігорович народився 4 жовтня 1981 року в місті м.Дніпродзержинськ, Дніпропетровська область.
Навчався в СШ № 9 м. Дніпродзержинськ. В 1999 році закінчив Технічний ліцей (Кам'янське).
З 1999 року по 2005 рік навчався в Придніпровської державної академії будівництва та архітектури «Архітектор будівель і споруд» та здобув кваліфікацію архітектора.
Трудову діяльність розпочав у 2002 році. З липня 2004 року по листопад 2010 року працював архітектором в ПП «АРХПРОЕКТ».
В 2006 році купує будинок в селі Єлизаветівка та переїжджає на постійне місце проживання. Захоплюється екологічним сільським господарством та птахівництвом.

## Політична діяльність
В 2008 році стає помічником депутата сільської ради та ініціює ряд проектів, спрямованих на покращення життя громади, а також активно допомагає молоді реалізувати своє приватизаційне право. Запроваджує практику «правових лікбезів» на селі.
Побачивши активну громадську позицію Максима Голосного та небайдужість до вирішення проблем села, районна ветеранська організація висуває його кандидатом на посаду Єлизаветівського сільського голови на місцевих виборах 2010, на яку він був обраний переважною більшістю голосів, не зважаючи на фальсифікації та масове псування бюлетенів.
Працював на займаній посаді до 22 вересня 2011 року. В зв'язку з активною діяльністю у відстоюванні інтересів територіальної громади всупереч позиції Дніпропетровської обласної державної адміністрації, яку в той час очолював Олександр Вілкул, був знятий з посади голови депутатами на незаконній сесії сільської ради. Але підтриманий більшістю жителів села Єлизаветівка, які після відсторонення самостійно зібрали 1020 підписів на його підтримку.
Брав участь у протидії медичній та земельній реформам, запроваджених за ініціативи губернатора Олександра Вілкула.
В 2011 році вперше в Україні тричі намагався провести місцевий референдум з метою дострокового припинення повноважень депутатів Єлизаветівської сільської ради. Оскаржував відмови в реєстрації ініціативної групи з проведення референдуму в Дніпропетровському окружному адміністративному суді та Апеляційному суді Дніпропетровської області. Неодноразово наголошував про неконституційність прийнятого при Вікторі Януковичі Закону України «Про всеукраїнський референдум» (автор — Шпенов Дмитро Юрійович), яким, фактично, влада заборонила проведення місцевих референдумів. В 2018 році цей закон визнано неконституційним згідно з Рішенням Конституційного Суду № 4-р/2018 від 26.04.2018

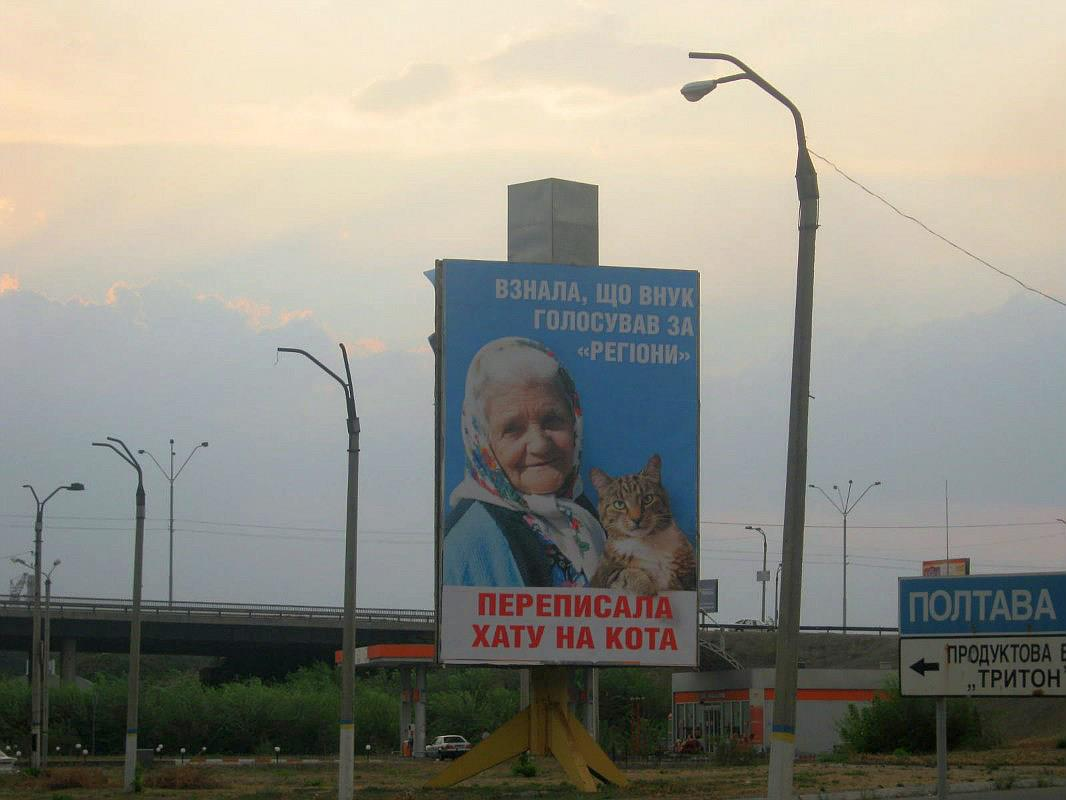
Білборд «Про бабусю і кота»

В 2012 році брав участь у виборах до Верховної ради в якості кандидата в народні депутати. Саме в цей час Максимом Голосним був створений відомий політичний білборд «Взнала, що внук голосував за регіони — переписала хату на кота», який став мемом та здобув сотні фотожаб та тисячі публікацій в Інтернет. За цей плакат Голосний зазнав політичного переслідування: прокурором Дніпропетровської області Наталією Марчук на нього була відкрита кримінальна справа, а сам він об'явлений у всеукраїнський розшук.
25 жовтня на місцевих виборах 2015 року Максим Голосний був повторно обраний головою Єлизаветівської сільської ради переважною більшістю голосів.
В 2019 році висувався [Архівовано 7 липня 2019 у Wayback Machine.] кандидатом на посаду Президента України без застави в 2,5 млн гривень, яку вважає неконституційною. Голосний зазначив, що «Конституція України надає право будь-якому громадянину балотуватися на найвищу посаду в країні. Закон визначає порядок, а не встановлює обмеження. 2,500,000 гривень — це неправомірне обмеження і ми маємо повне право його ігнорувати». Центральна виборча комісія відмовляє Голосному в реєстрації. Верховний суд України відмовляє Голосному в задоволенні скарги [Архівовано 24 березня 2019 у Wayback Machine.] на дії ЦВК. BBC News Україна знімає документальну стрічку «Українські вибори олігархів [Архівовано 14 квітня 2019 у Wayback Machine.]» про вибори Президента України в 2019 році, в якій Максим Голосний посідає центральне місце.
На Парламентських виборах в Україні в 2019 році висувається кандидатом в народні депутати по мажоритарному округу № 29.
В жовтні 2019 року добровільно звільнився з посади Єлизаветівського сільського голови, пояснивши це тим, що вичерпав свої можливості на місцевому рівні. За вагомий внесок в розвиток села депутати присвоїли Голосному Максиму Ігоровичу звання почесного громадянина села Єлизаветівка та надали повноваження і надалі представляти інтереси тергромади у всіх органах влади. Він став третім почесним громадянином села, разом з засновником сучасної Єлизаветівки — Гречка Василем Тихоновичем, колишнім головою та будівником Єлизаветівського колгоспу-мільйонера «Оріль» (обраного у 25-річному віці), який займав цю посаду 34 роки, починаючи з 1962 року.

## Здобутки
Протягом 2016—2017 років на території Єлизаветівки було виявлено декілька підприємств, які роками ухилялись від сплати земельного податку. Єлизаветівська сільська рада під керівництвом Максима Голосного через суд дорахувала у сільський бюджет декілька мільйонів (які тепер будуть сплачуватися щороку). Деякі судові провадження ще тривають.
Неодноразово в судовому порядку визнавав бездіяльність правоохоронних органів, в тому числі — прокурора Дніпропетровської області.
В 2017 році в Єлизаветівці почали використовувати безпілотник для регулярного спостереження за навколишнім середовищем та виявлення екологічних правопорушень.
У липні 2018 року Єлизаветівська сільрада першою в Україні легалізувала криптовалютута офіційно внесла «криптовалютні активи» до статуту територіальної громади.

## Громадська діяльність
З 2016 року як голова органу місцевого самоврядування, веде судову боротьбу з газовими монополіями та порушеннями в сфері газопостачання, за відновлення конституційних прав і свобод громадян України. Оскаржує дії та бездіяльність правоохоронних органів в судах. Веде боротьбу з корупцією та бездіяльністю державних органів, порушеннями екологічного та земельного законодавства.
В 2016 році Єлизаветівська сільрада відмовилась укладати договори на газопостачання з компаніями кіпрського походження — ДніпропетровськГаз та Дніпропетровськгаззбут та протягом майже 3 років споживала газ безкоштовно, посилаючись на 13 статтю Конституції України, згідно якої «від імені Українського народу права власника здійснюють органи державної влади та органи місцевого самоврядування». Внаслідок цього газопостачальні компанії подали на сільраду до суду з вимогою стягнути кошти за начебто спожитий газ. Особливістю цієї справи, що триває, є відсутність укладеного договору, а також правовстановлюючих документів на газ з боку позивача.
В грудні 2018 року в якості голови сільської ради Максим Голосний вперше проводить спільну прес-конференцію з НАК "Нафтогаз України", метою якої стало обговорення зловживань на ринку газопостачання з боку кіпрських компаній з невизначеним бенефіціаром.

## Родина
Дружина — Голосна Світлана Сергіївна (1986 р.н.), донька — Аліса (2011 р.н.). Має брата Дмитра.